# Lepus peguensis
La lepre birmana (Lepus peguensis Blyth, 1855) è un mammifero lagomorfo della famiglia dei Leporidi.

## Distribuzione
A dispetto del nome, oltre che in Birmania la specie è diffusa con due sottospecie (Lepus peguensis peguensis e Lepus peguensis vassali) anche in Thailandia, Cambogia, Laos e Vietnam.

## Descrizione

### Dimensioni
Misura fino a 60 cm di lunghezza, per un peso che può arrivare a sfiorare i 3 kg.

### Aspetto
Il corpo presenta forma slanciata ed allungata, con grossa testa anch'essa allungata.
Il pelo è bruno con brizzolature nerastre sul dorso, mentre il ventre è bianco: il petto ed i fianchi sono di colore bruno-rossiccio, mentre occhi ed orecchie sono bordati di bianco. La coda è bianca sulla faccia inferiore e nera su quella superiore.

## Biologia
Poco si sa di questa specie schiva ed elusiva, poiché mancano studi approfonditi sul suo conto: si ritiene tuttavia che le sue abitudini di vita, la sua alimentazione e le sue modalità riproduttive non differiscano di molto da quelle della congenere ed affine lepre indiana (Lepus nigricollis).